# Villa Ocampo (museu)
Villa Ocampo é um museu localizado em San Isidro (Buenos Aires), Argentina. Foi a antiga casa de veraneio da aristocrática família Ocampo, localizada na região de Béccar, no Partido de San Isidro, Província de Buenos Aires, lugar que posteriormente foi residência de Victoria Ocampo que foi visitada por grandes personalidades da cultura universal do século XX, como Waldo Frank, Albert Camus, Jorge Luis Borges, Rabindranath Tagore e Ígor Stravinski.